# Camaricus
Genre
Camaricus est un genre d'araignées aranéomorphes de la famille des Thomisidae.

## Distribution
Les espèces de ce genre se rencontrent en Afrique subsaharienne, en Asie et en Nouvelle-Calédonie.

## Description

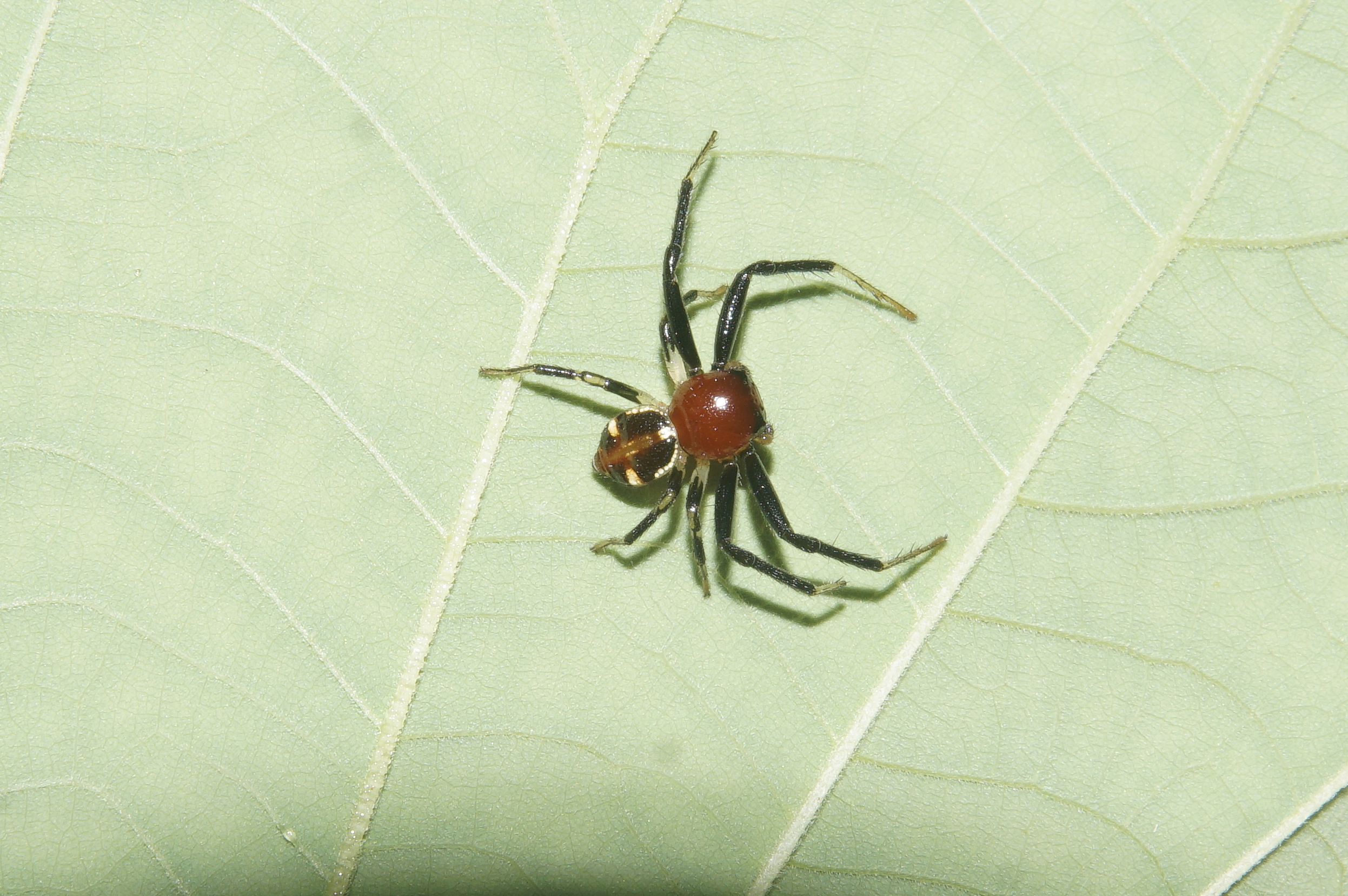
Camaricus formosus

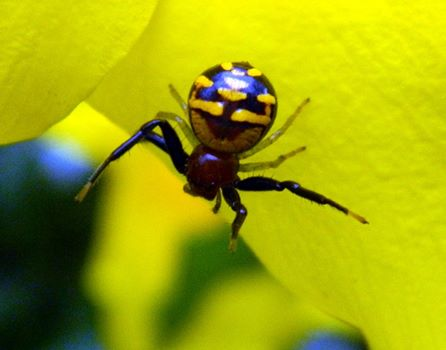
Camaricus

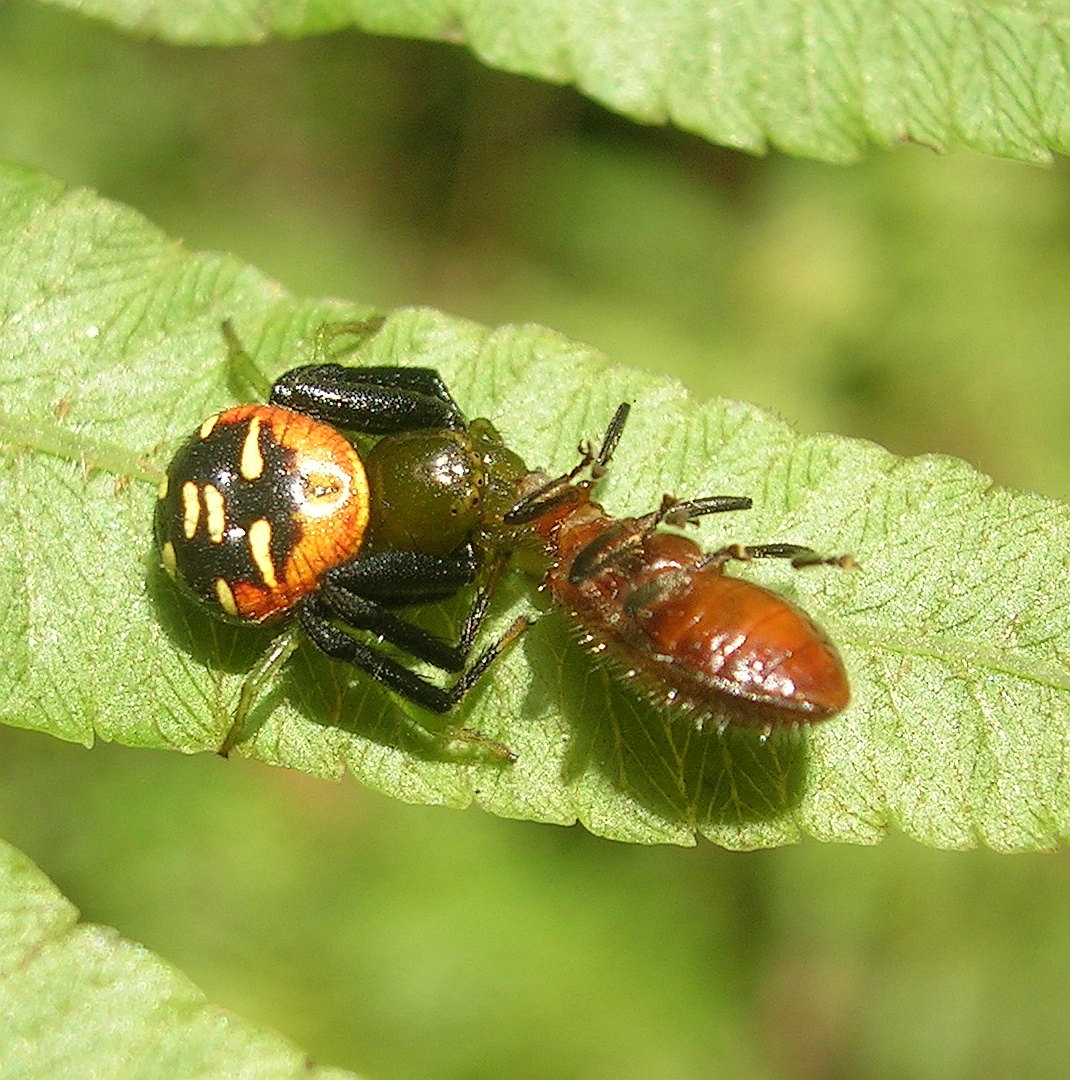
Camaricus de Wayanad en Inde

Le céphalothorax de forme quadrangulaire est modérément haut et plus large vers l'avant.
Les yeux sont placés sur deux lignes recourbées avec les yeux médians espacés et proches des yeux latéraux. Le quadrangle oculaire est plus large en arrière que vers l'avant. Les yeux les plus grands sont les latéraux antérieurs suivis des latéraux postérieurs, des médians antérieurs et des médians postérieurs.
Le clypéus est haut et large. Le sternum est plus long que large. Le labium est plus long que large.
Les pattes sont modérément courtes avec des épines peu développées.
L'abdomen est oblong à sub-oblong avec des marques dorsales.

## Liste des espèces
Selon World Spider Catalog (version 25.5, 06/02/2025) :
- Camaricus castaneiceps Berland, 1924
- Camaricus chayani Biswas & Raychaudhuri, 2017
- Camaricus cimex (Karsch, 1878)
- Camaricus florae Barrion & Litsinger, 1995
- Camaricus formosus Thorell, 1887
- Camaricus khandalaensis Tikader, 1980
- Camaricus maugei (Walckenaer, 1837)
- Camaricus medog Wang, Lu & Z. S. Zhang, 2024
- Camaricus mimus (Pavesi, 1895)
- Camaricus nigrotesselatus Simon, 1895
- Camaricus parisukatus Barrion & Litsinger, 1995
- Camaricus pulchellus Simon, 1903
- Camaricus rinkae Biswas & Roy, 2005
- Camaricus siltorsus Saha & Raychaudhuri, 2007

## Systématique et taxinomie
Ce genre a été décrit par Thorell en 1887 dans les Misumenidae.

## Publication originale
- Thorell, 1887 : « Viaggio di L. Fea in Birmania e regioni vicine. II. Primo saggio sui ragni birmani. » Annali del Museo civico di storia naturale di Genova, vol. 25, p. 5-417 (texte intégral).